# La Puebla de los Infantes
La Puebla de los Infantes é um município da Espanha na província de Sevilha, comunidade autónoma da Andaluzia, de área 155 km² com população de 3281 habitantes (2007) e densidade populacional de 21,32 hab/km².

## Demografia
| Variação demográfica do município entre 1991 e 2004 | Variação demográfica do município entre 1991 e 2004 | Variação demográfica do município entre 1991 e 2004 | Variação demográfica do município entre 1991 e 2004 |
| --------------------------------------------------- | --------------------------------------------------- | --------------------------------------------------- | --------------------------------------------------- |
| 1991                                                | 1996                                                | 2001                                                | 2004                                                |
| 3652                                                | 3591                                                | 3293                                                | 3291                                                |